# Nikolaï Milioutine (architecte)
Pour les articles homonymes, voir Nikolaï Milioutine et Milioutine.
Nikolaï Alexandrovitch Milioutine (en russe : Николай Александрович Милютин ; 21 décembre 1899 - 4 octobre 1942) est un bolchevik russe, membre du Narkomfin (commissariat du peuple chargé des Finances soviétique), qui s'est distingué par ses théories en architecture et en urbanisme.

## Biographie

### Le projet de Sotsgorod
En 1930 paraît son œuvre Sotsgorod qui le rendra célèbre dans le milieu des architectes. Milioutine y expose ses théories du développement de la ville soviétique (Sots(ialitcheski)Gorod). Il reprend à un urbaniste français lui-même influencé par Arturo Soria y Mata[Qui ?] l'idée d'une ville linéaire bâtie le long de voies de transport et juxtaposant une première ligne de bâtiments industriels puis une deuxième ligne de zone verte et une troisième ligne d'habitation. Il insiste particulièrement sur la nécessité d'une distance courte entre habitation et lieu de travail (20 minutes à pied, contre l'idée d'une ville régie par l'automobile), sur le placement des bandes par rapport aux vents dominants, pour éviter que l'industrie ne pollue les zones résidentielles.

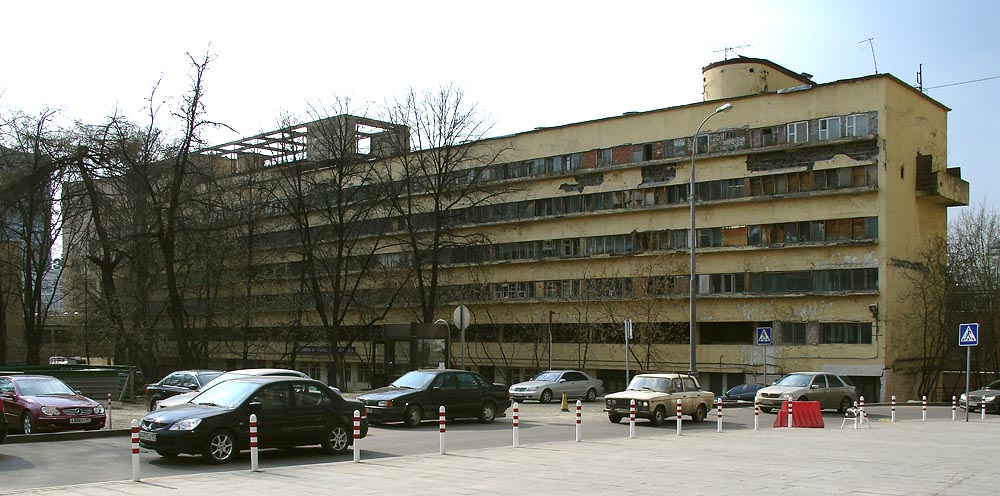
Bâtiments du Narkomfin (commissariat du peuple chargé des Finances) conçus par Milioutine.

La ville qu'il dessine est déconcentrée et modulable, extensible à l'infini, horizontale, sans concentration verticale (gratte-ciel), centrée sur les besoins du peuple et de l'industrie : avec pour le peuple une réduction au maximum des parties privées par la création de cantines du déjeuner et du dîner, et la présence de paysages arborés aux fenêtres des résidences, l'industrie bénéficie, elle, d'une ville fondée sur les principes fonctionnalistes d'un Henry Ford : les zones d'une ville doivent être organisées comme les zones de production, à l'image d'une chaîne de montage dans une usine.
Son architecture récuse la partition des villes en zones écartées les unes des autres (industrie-commerce-résidence) et préfère à cela des bandes aux fonctions nettement délimitées mais installées à proximité. Il insiste pourtant sur le caractère progressif de son architecture : sa ville n'est pas une ville utopiste qui correspondrait au stade du socialisme achevé ; elle n'est qu'une réorganisation de l'espace destinée justement à achever plus rapidement ce socialisme. Il applique donc ses méthodes à plusieurs projets d'urbanisme de Nijni Novgorod, Stalingrad et Magnitogorsk.

## Œuvres
- Соцгород. Проблемы строительства социалистических городов ("Sotsgorod. Problemy stroïtelstva sotsialitcheskikh gorodov"), Moscou-Léningrad, GIZ, 1930, traduit en français par Élisabeth Essaïan sous le titre Sotsgorod, Le problème de la construction des villes socialistes, Éditions de l'Imprimeur, 2002  (ISBN 2910735699)
- Основные вопросы теории советской архитектуры ("Osnovye voprossi teori sovietskoï arkhitektoury", Nouvelles questions de la théorie de l'architecture soviétique), Sovietskaya arkhitektoura, 1933, no 5